# Fumarază

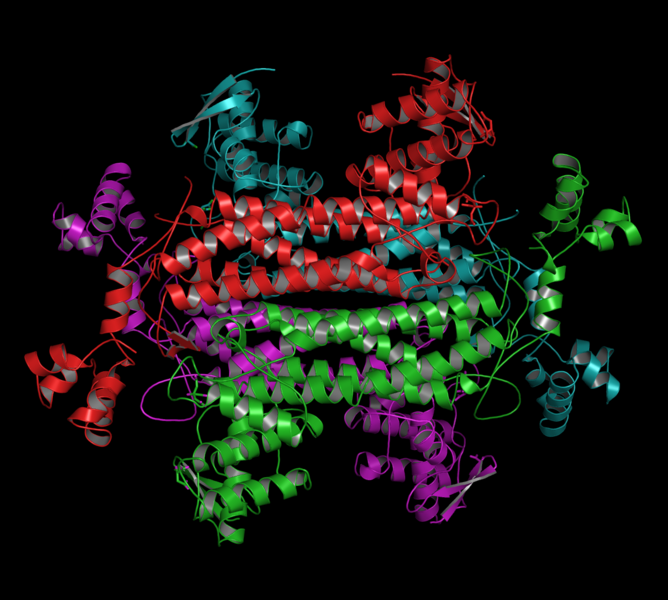
Structura fumarazei

Fumaraza (sau fumarat hidrataza, FH) (EC 4.2.1.2) este o enzimă din clasa liazelor care catalizează reacția reversibilă de hidratare/deshidratare a fumaratului la malat. Este implicată în ciclul Krebs.
Reacția chimică poate fi reprezentată astfel:
 + H2O   {\displaystyle \rightleftharpoons }   